# 普罗旺斯地区莱博
普罗旺斯地区莱博（法語：Les Baux-de-Provence，法語發音：[le bo də pʁɔvɑ̃s]），或纯音译作莱博德普罗旺斯，日常一般簡稱萊博（Les Baux），是法国普罗旺斯-阿尔卑斯-蓝色海岸大区罗讷河口省的一个市镇，属于阿尔勒区。普罗旺斯地区莱博是法国重要的旅游城镇之一，被《米其林旅游指南》评为“三星级旅游推荐”（最高级别）。

## 历史
萊博歷史悠久，依考證，西元前六千年時已有人類居於此地。因地勢險要一直為兵家必爭之地。萊博曾有過輝煌的歷史，然而隨著時代變遷，早已轉為一著名旅遊景區，不再是一個宜居的生活地點。
含鋁豐富的鋁土礦於1821年首次由法國地質學家皮埃尔·贝尔捷在萊博村附近發現，因此以發現地為其命名：Bauxite。拉丁语族诸语也都以此為名，只是字末稍有不同，英文則完全相同。

## 地理
普罗旺斯地区莱博（43°44'38"N, 4°47'43"E）面积18.07 平方千米，位于法国普罗旺斯-阿尔卑斯-蓝色海岸大区罗讷河口省，该省份为法国东南部沿海省份，北起沃克吕兹省，西接加尔省，南濒地中海，东临瓦尔省。
与普罗旺斯地区莱博接壤的市镇（或旧市镇、城区）包括：丰维埃耶、莫萨讷莱萨尔皮耶、帕拉杜、普罗旺斯地区圣雷米、圣艾蒂安迪格雷斯。
普罗旺斯地区莱博的时区为UTC+01:00、UTC+02:00（夏令时）。

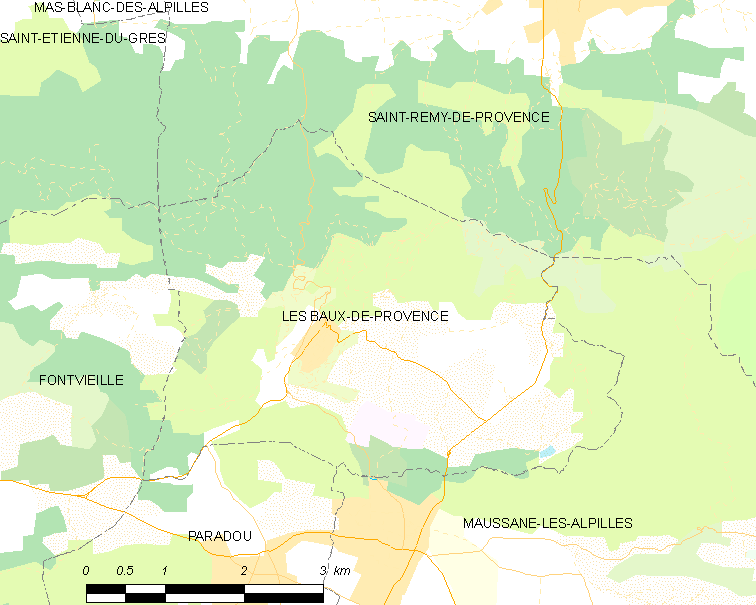
普罗旺斯地区莱博的OSM定位图

## 行政
普罗旺斯地区莱博的邮政编码为13520，INSEE市镇编码为13011。

## 政治
普罗旺斯地区莱博所属的省级选区为普罗旺斯地区萨隆第一县。

## 人口

1962-2008年间普罗旺斯地区莱博人口变化图示

普罗旺斯地区莱博于2022年1月1日时的人口数量为262人。

## 图集

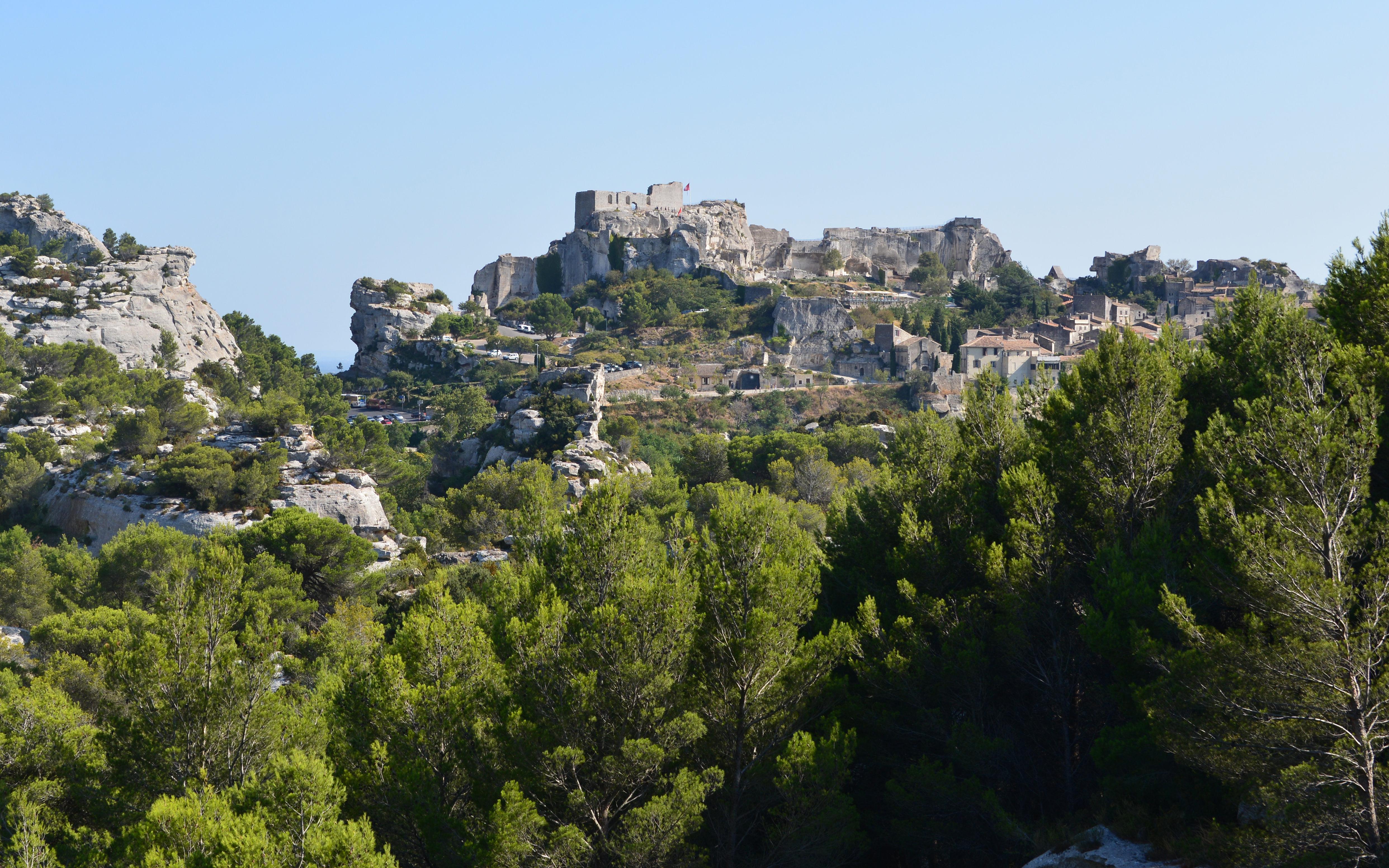
已成廢墟的古城堡
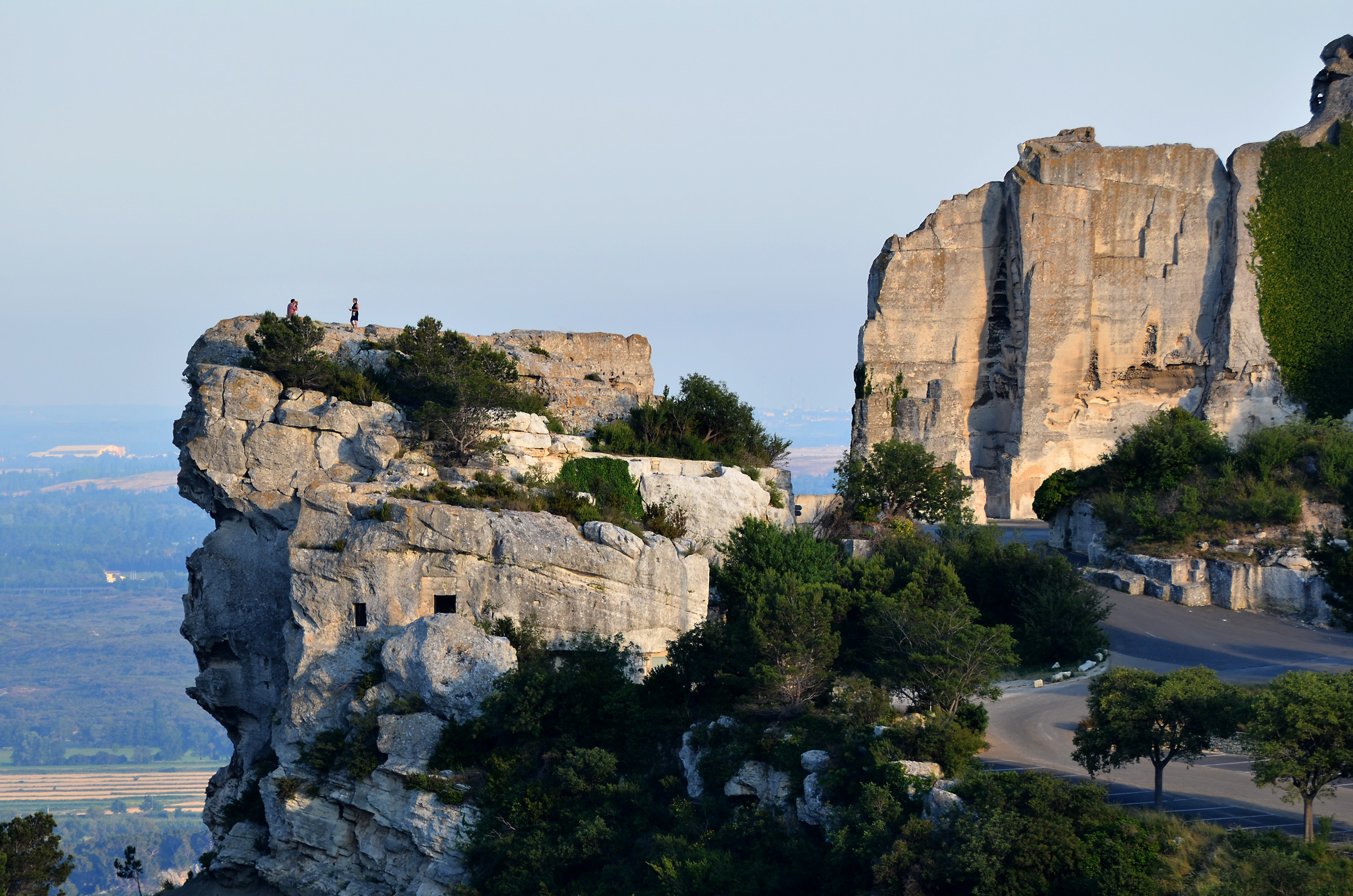
已成廢墟的古城堡
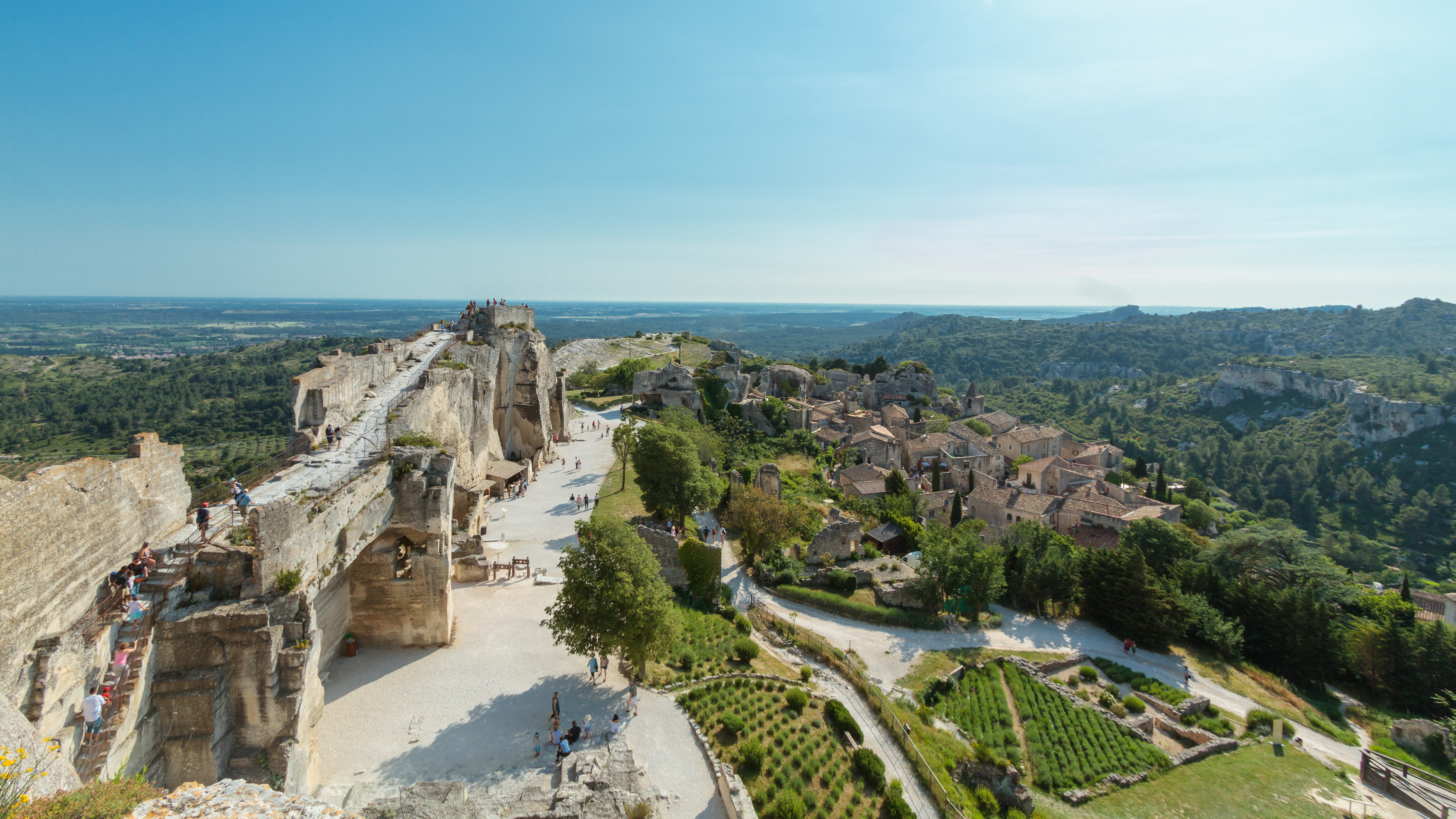
已成廢墟的古城堡
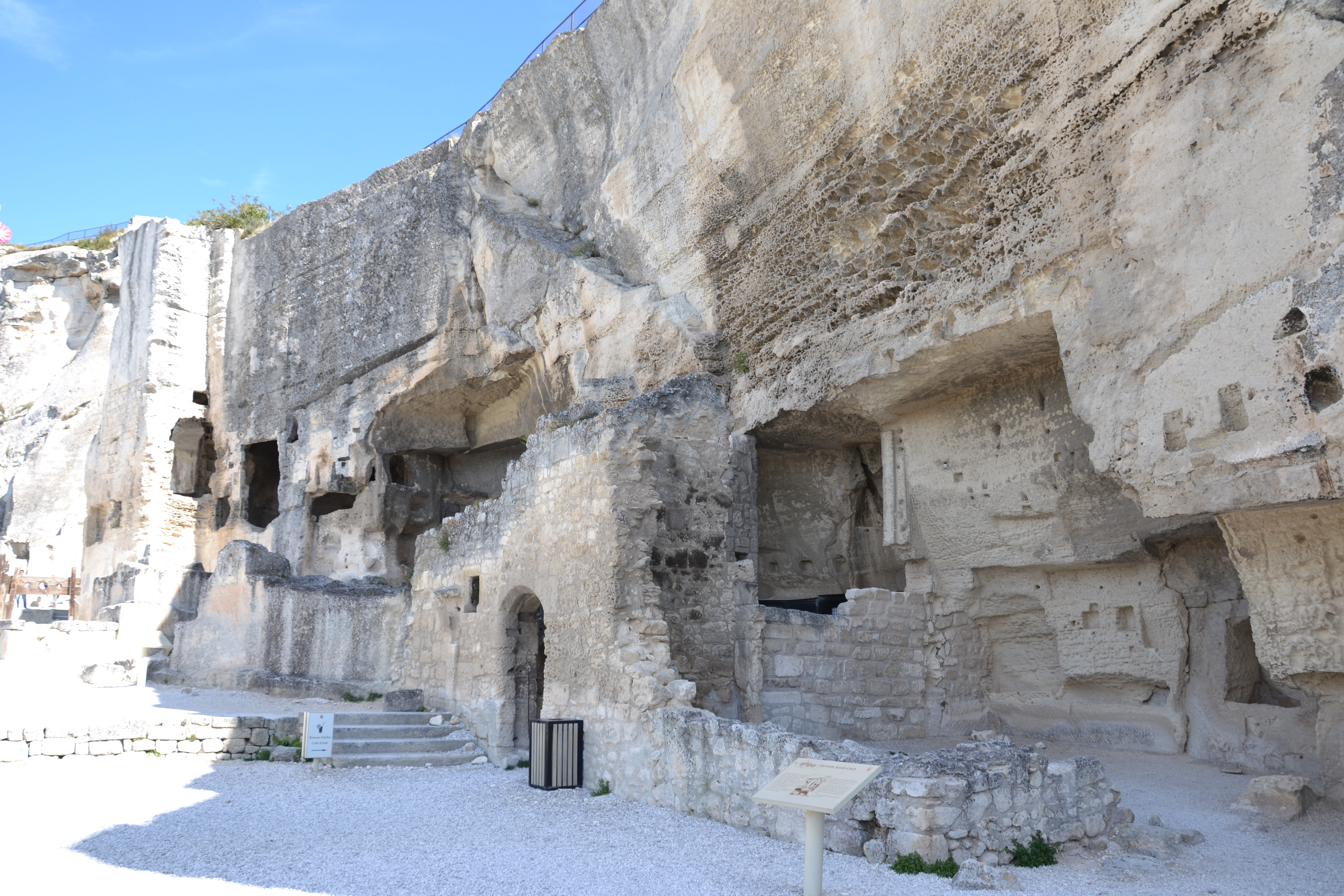
已成廢墟的古城堡
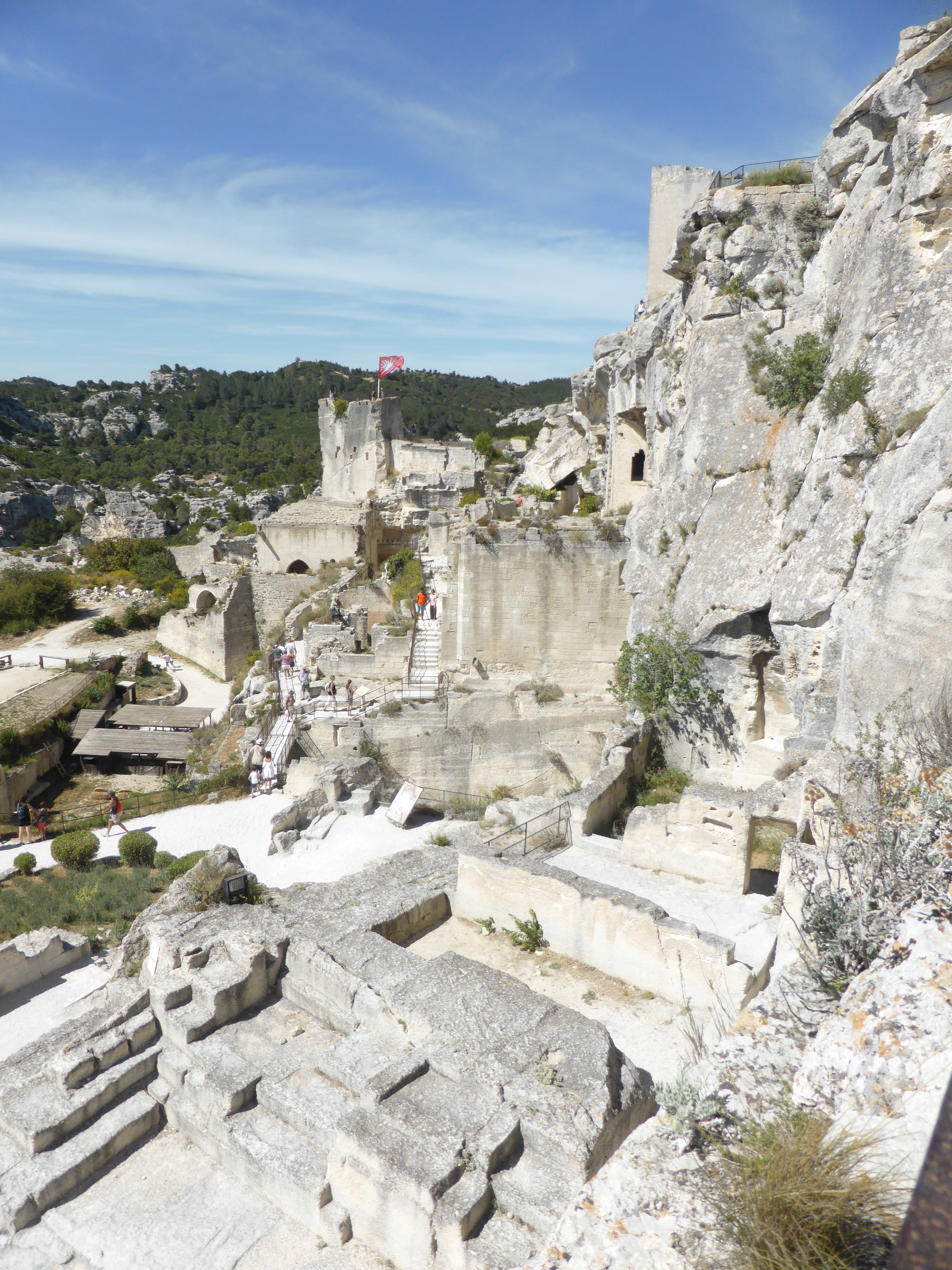
已成廢墟的古城堡
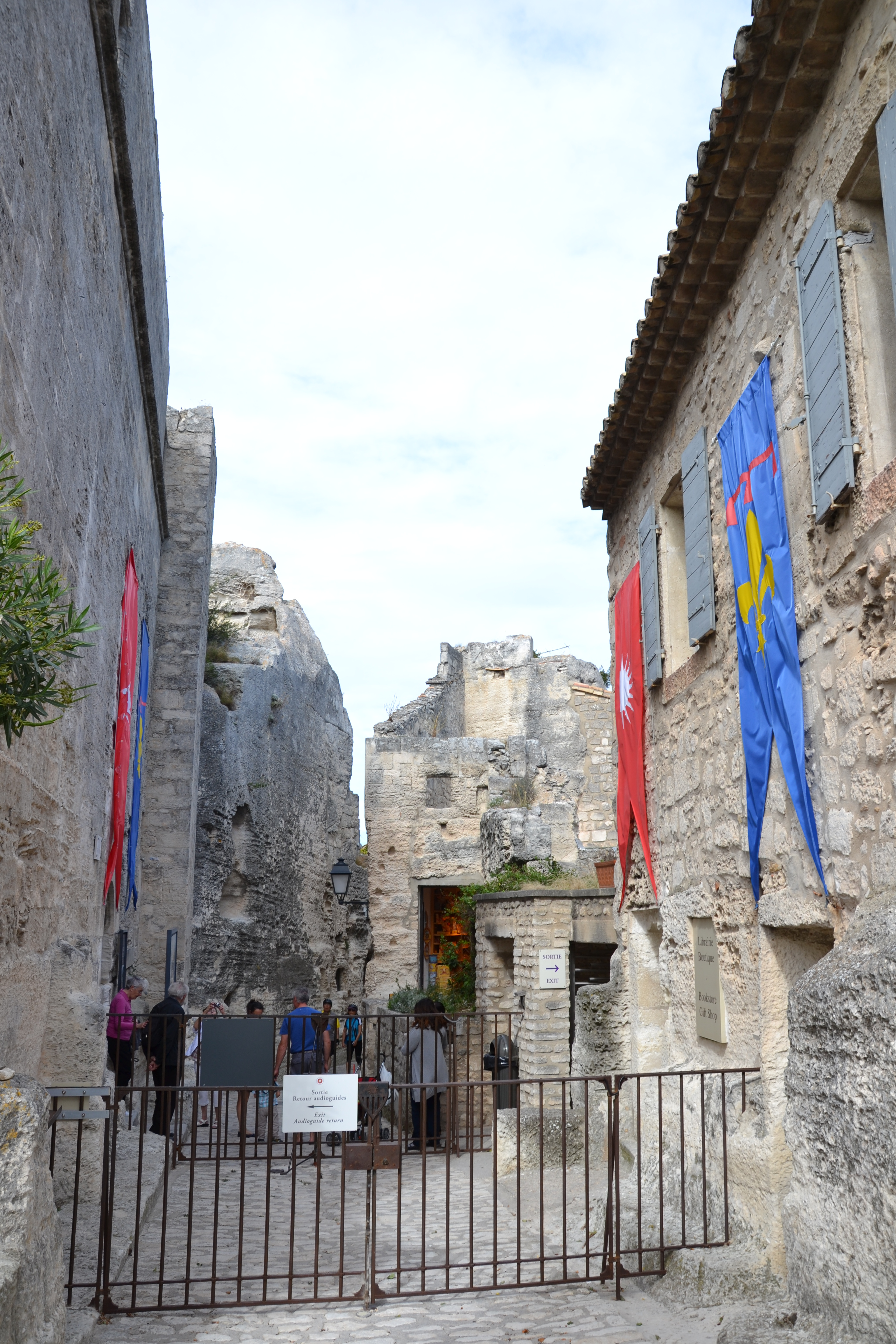
古城堡入口
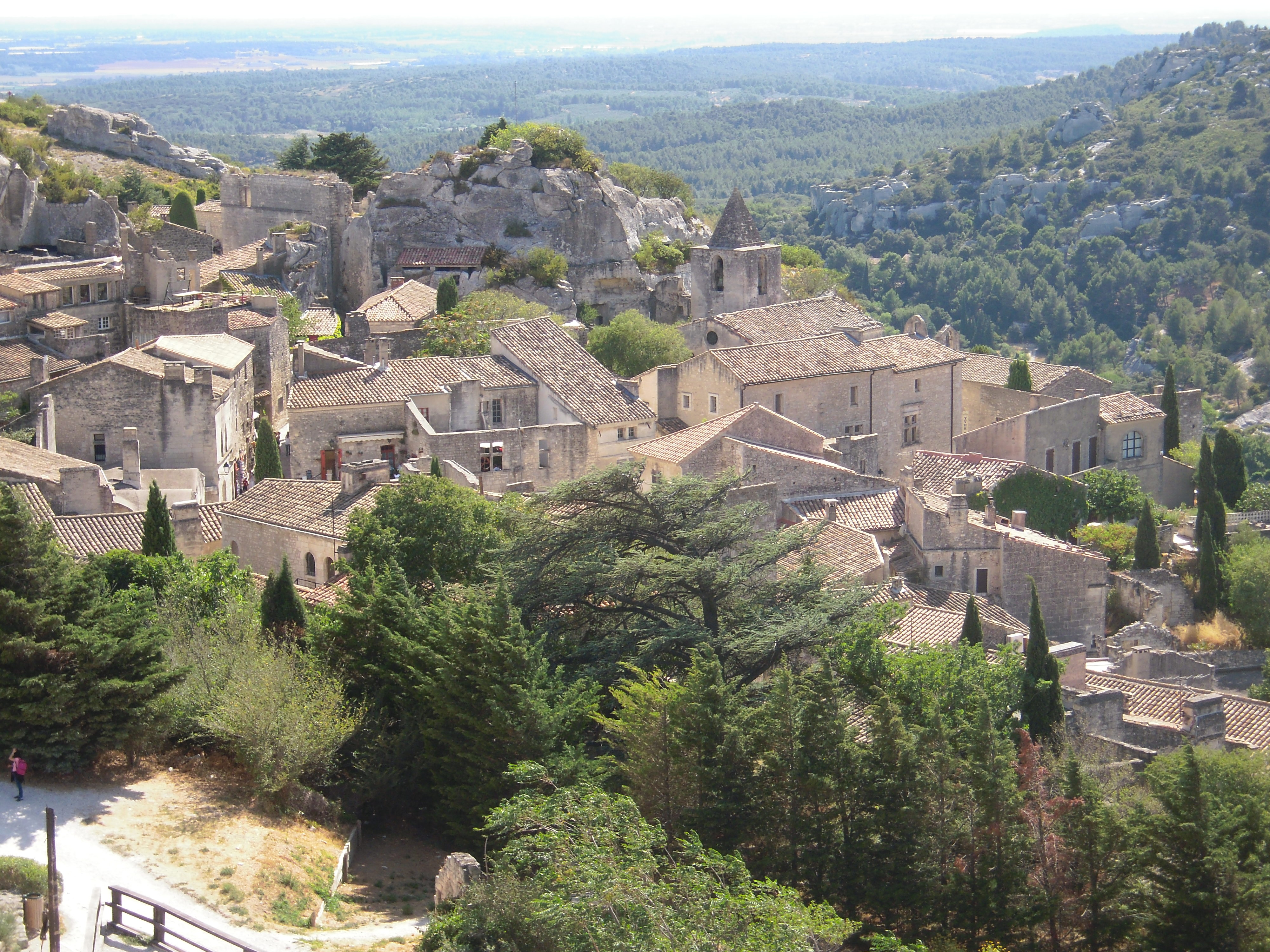
萊博村
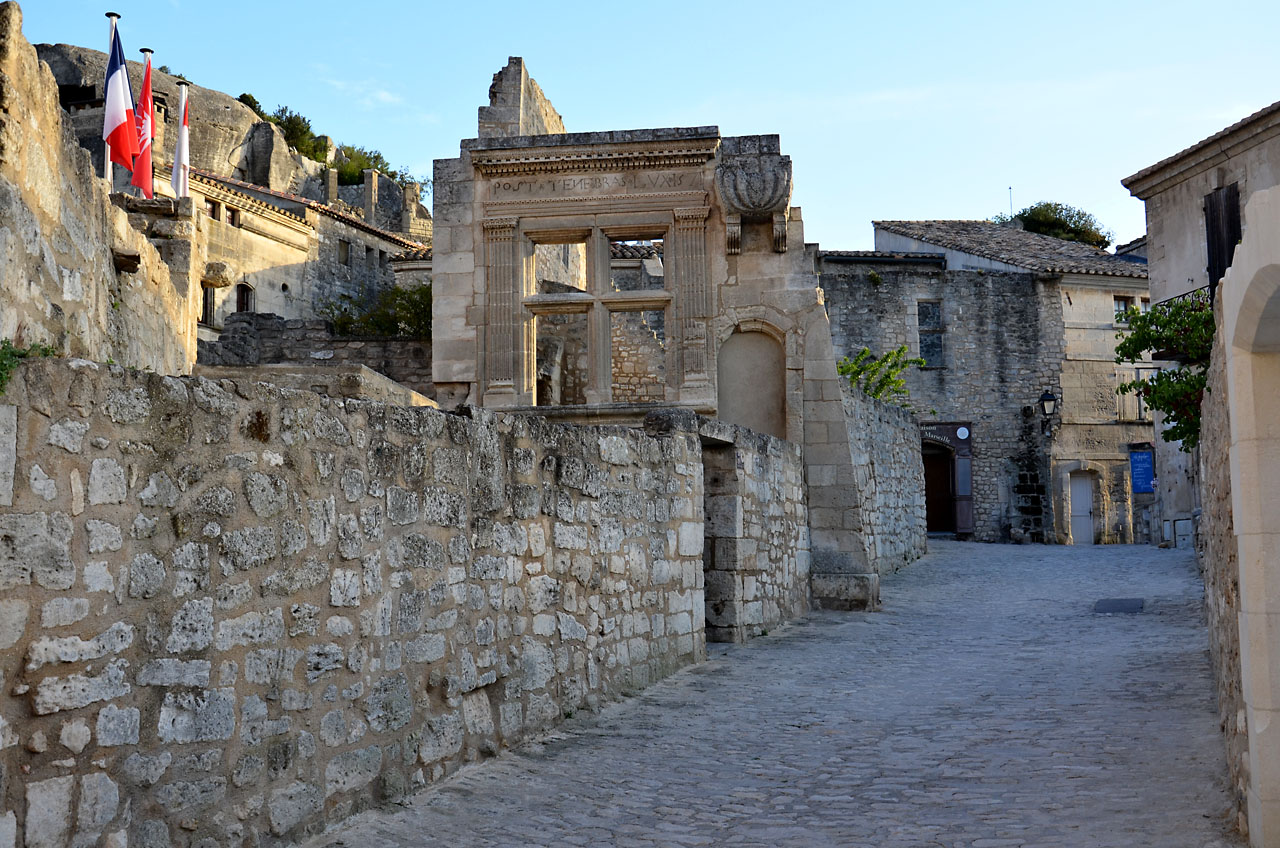
萊博村「歷史建物」
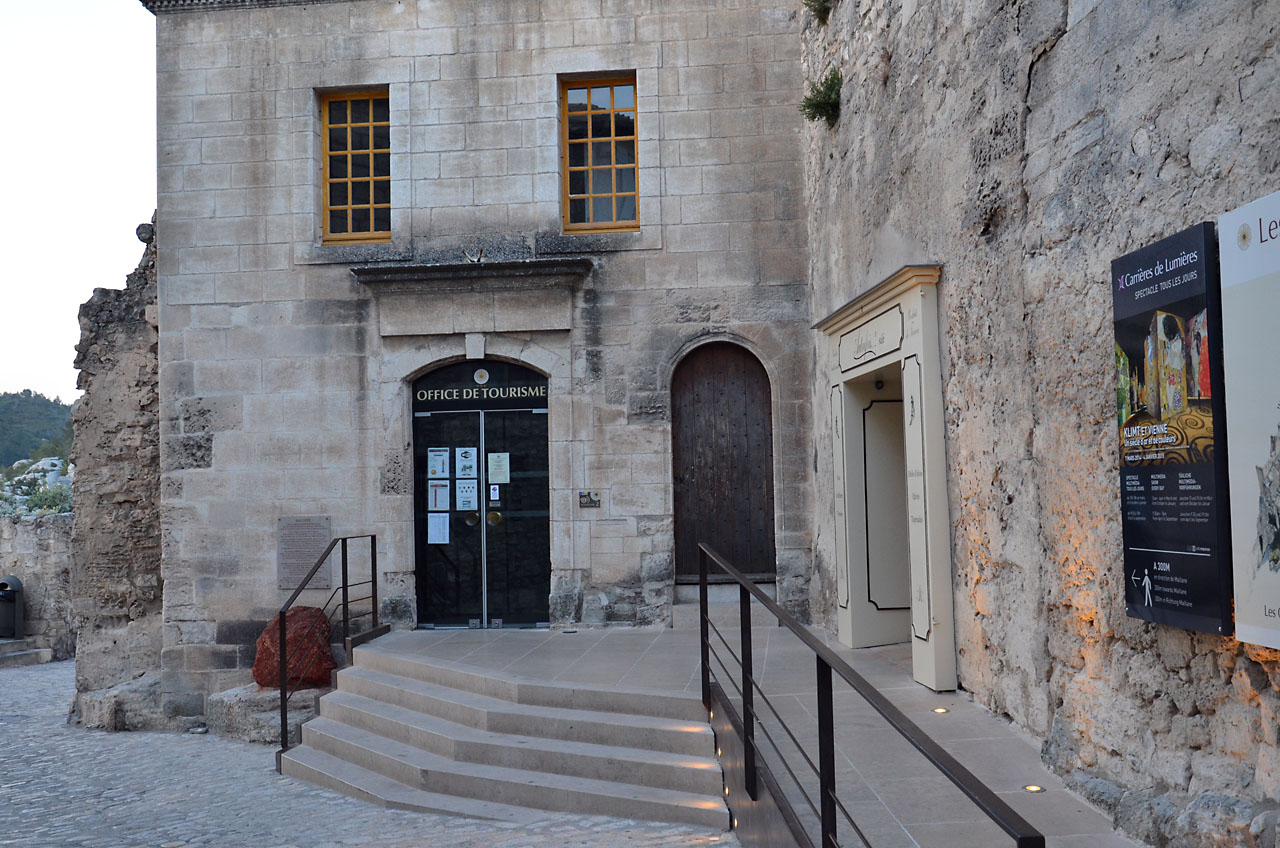
萊博村「歷史建物」
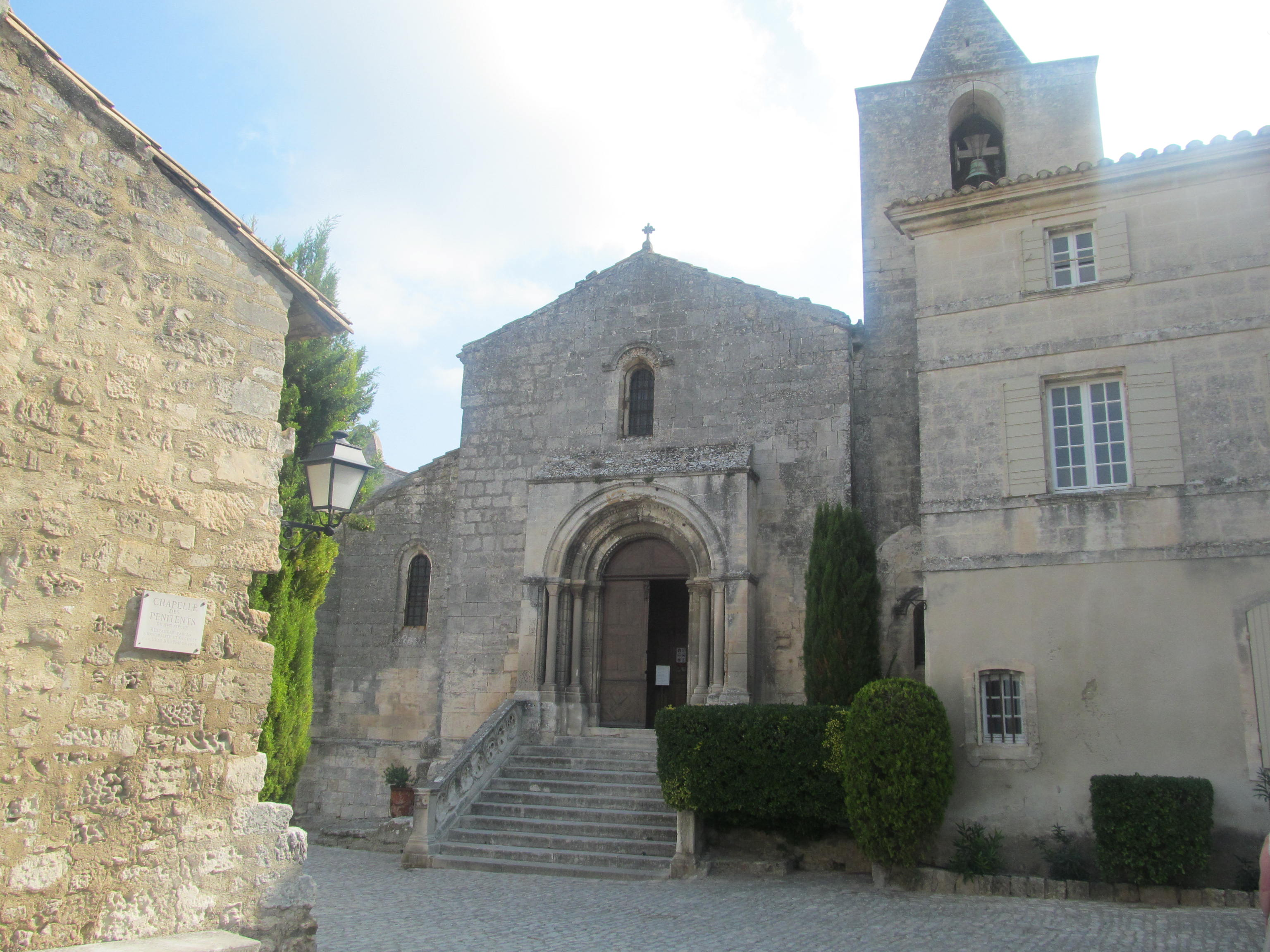
萊博村「歷史建物」
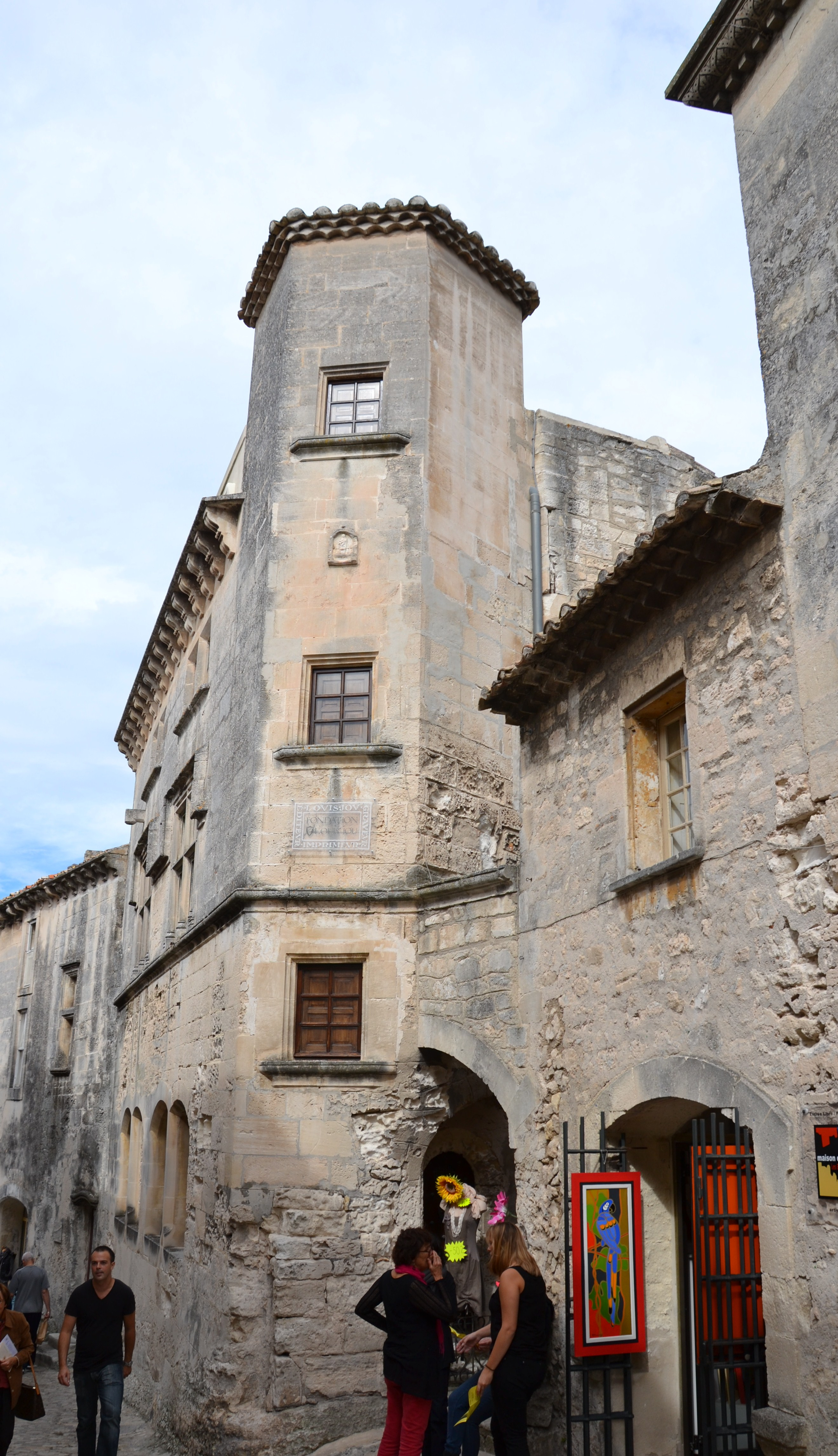
萊博村「歷史建物」
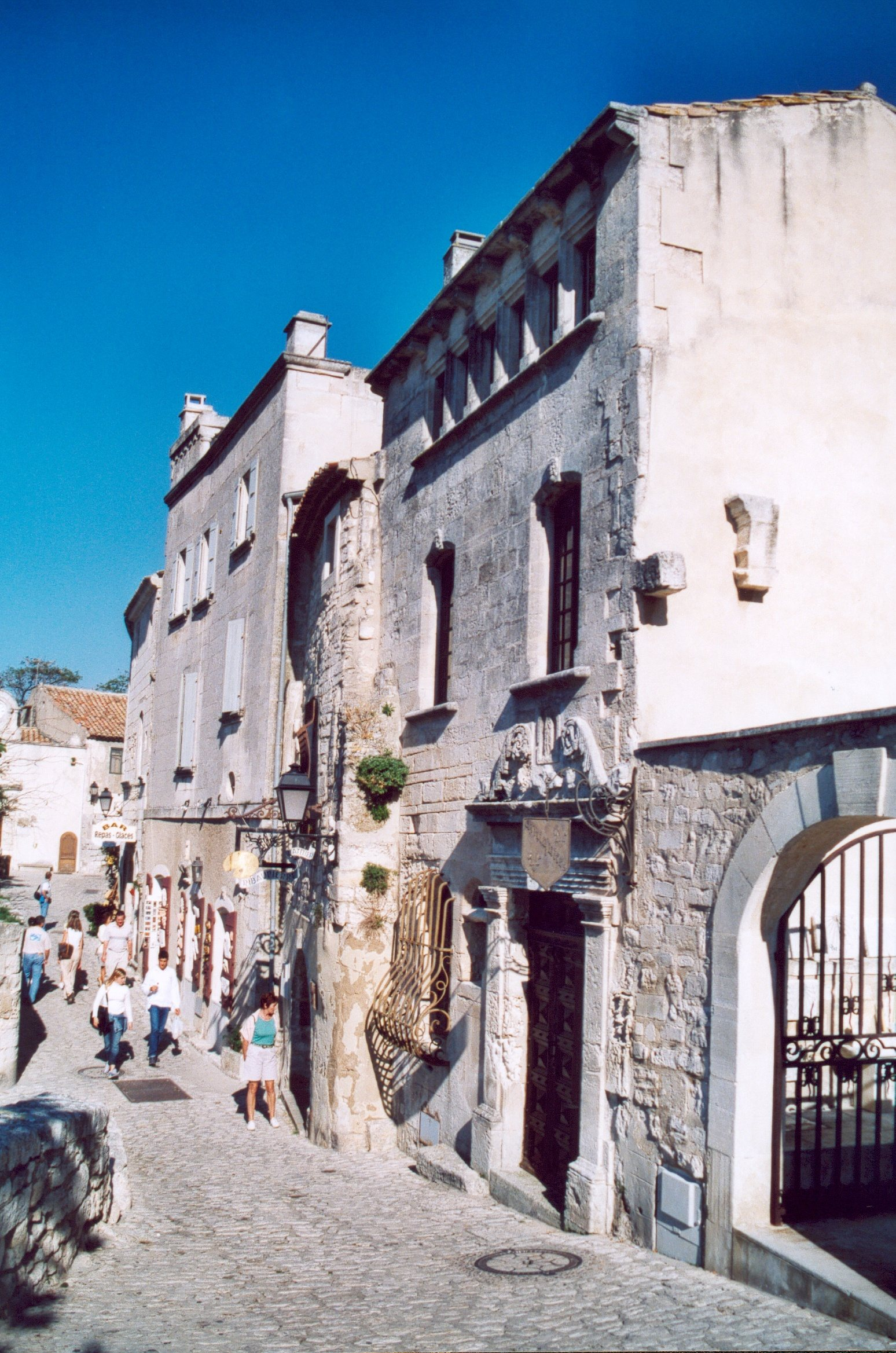
萊博村「歷史建物」
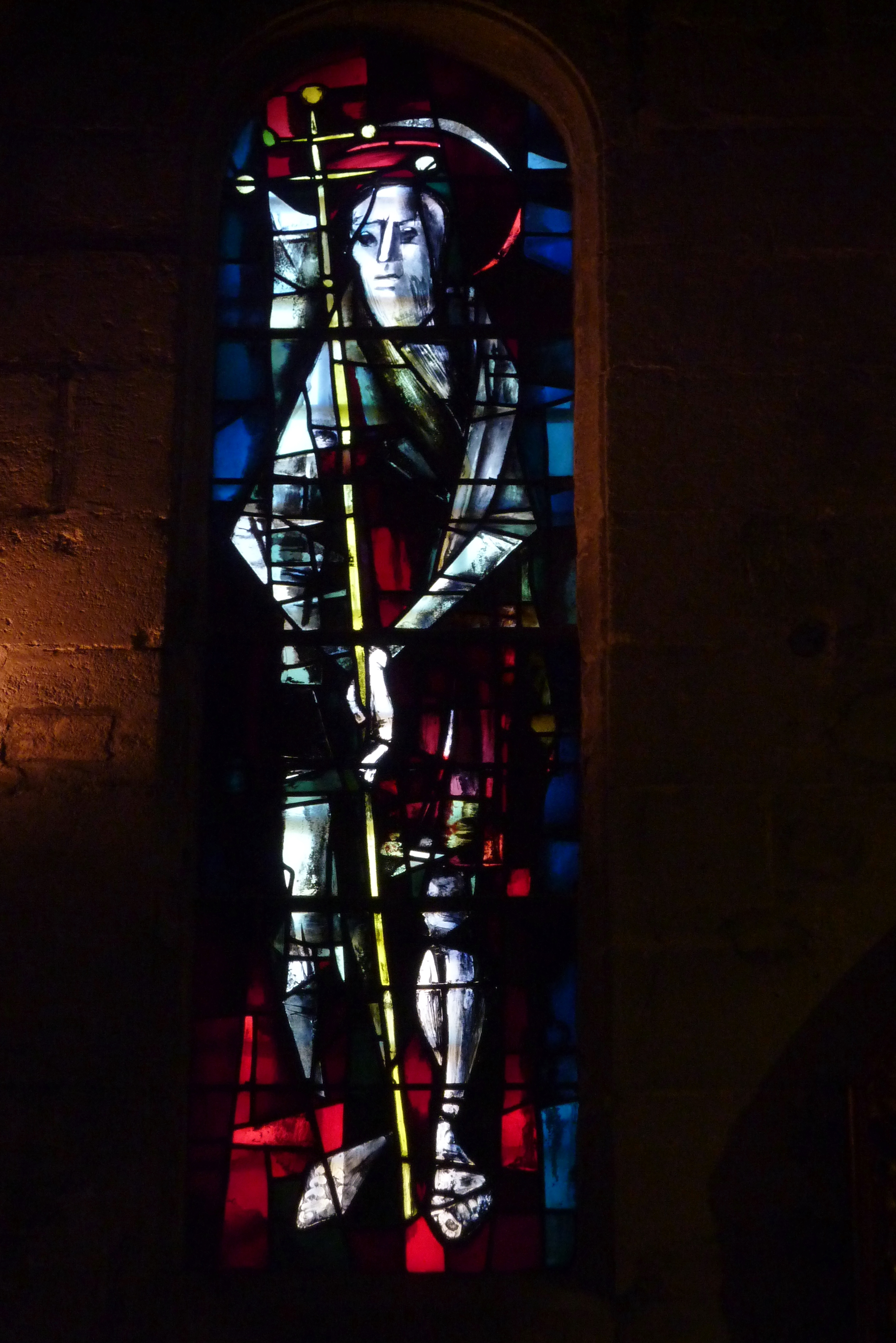
Saint Vincent小教堂花窗玻璃，1962年摩納哥親王蘭尼埃三世贈送。
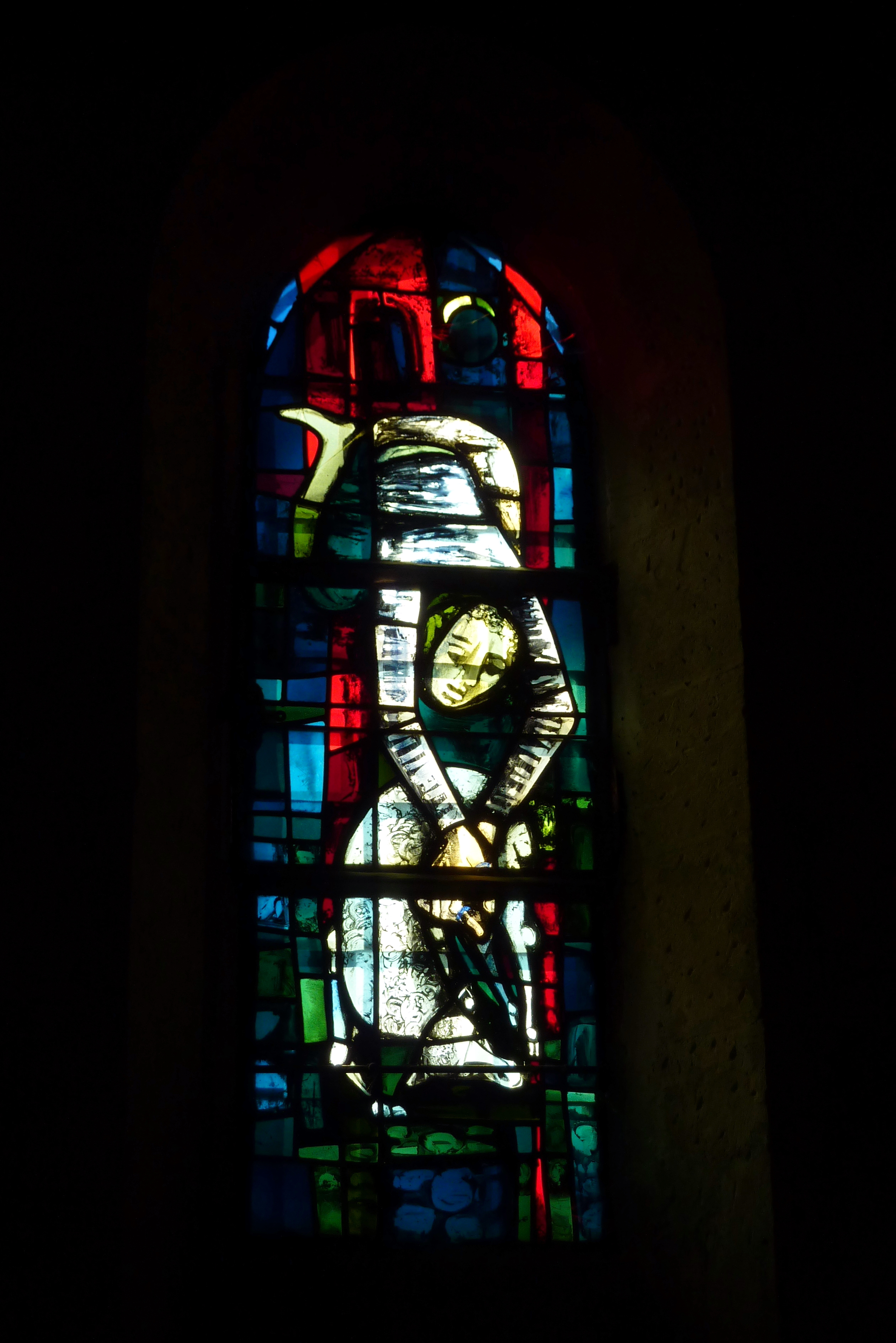
Saint Vincent小教堂花窗玻璃，1962年摩納哥親王蘭尼埃三世贈送。
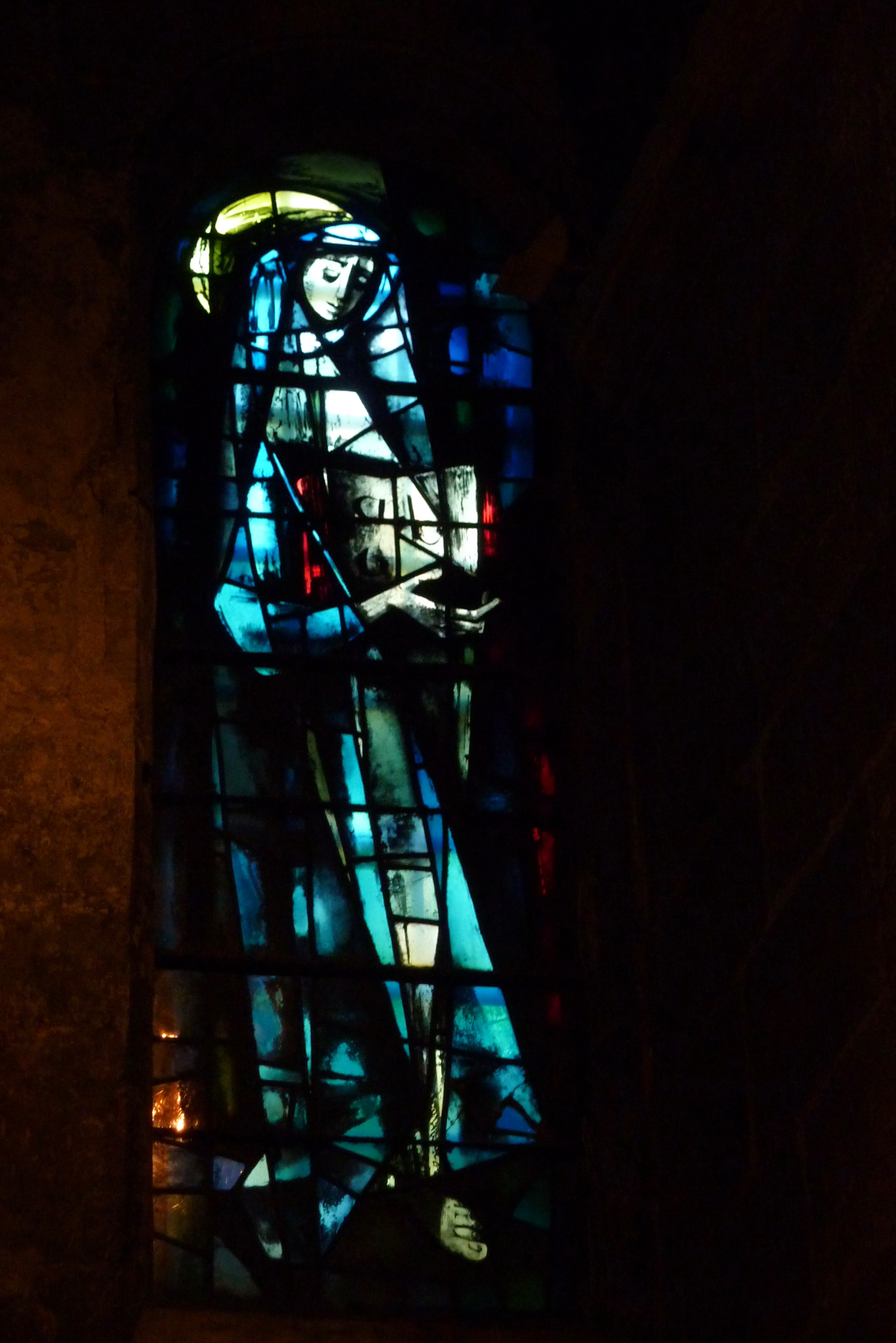
Saint Vincent小教堂花窗玻璃，1962年摩納哥親王蘭尼埃三世贈送。
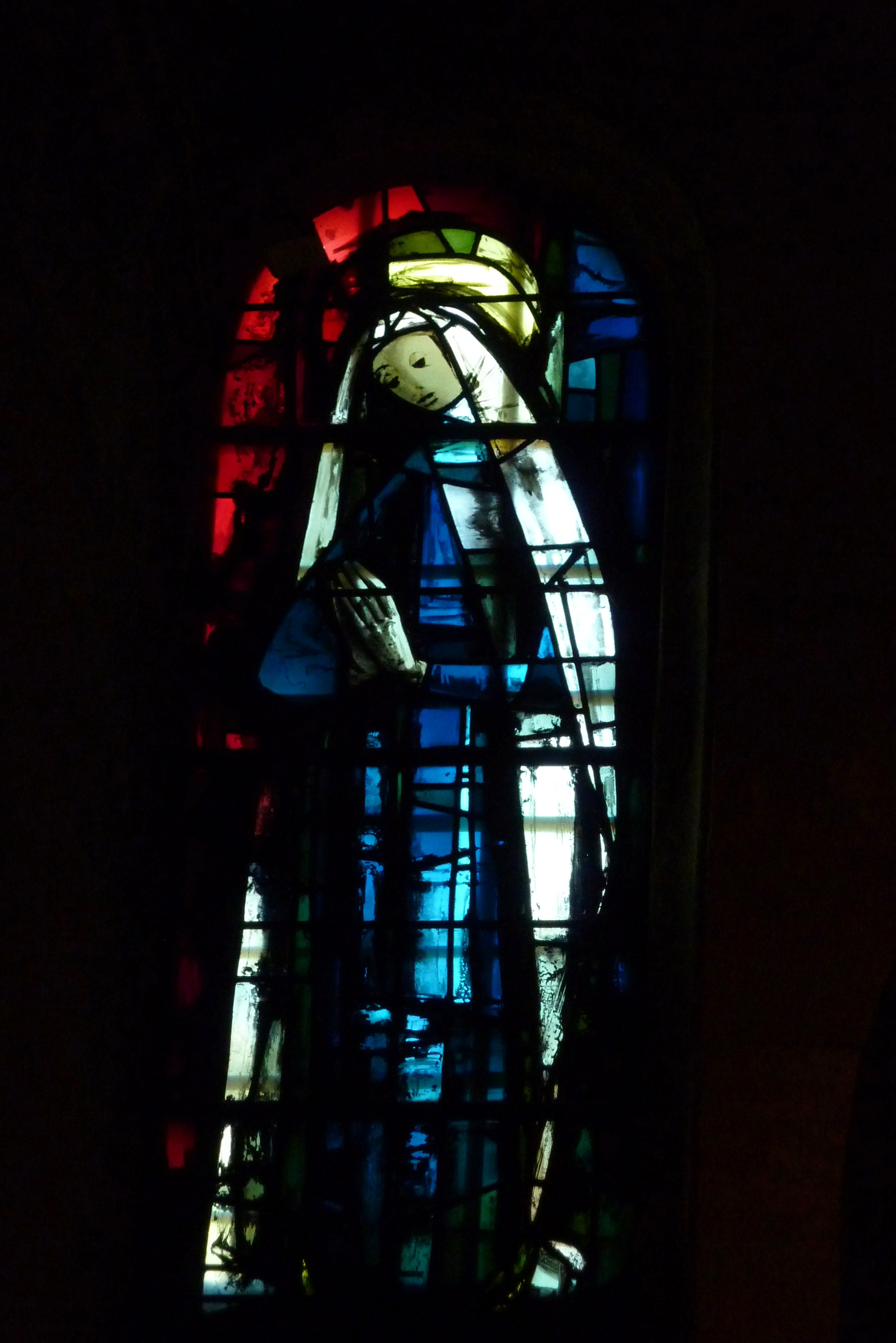
Saint Vincent小教堂花窗玻璃，1962年摩納哥親王蘭尼埃三世贈送。
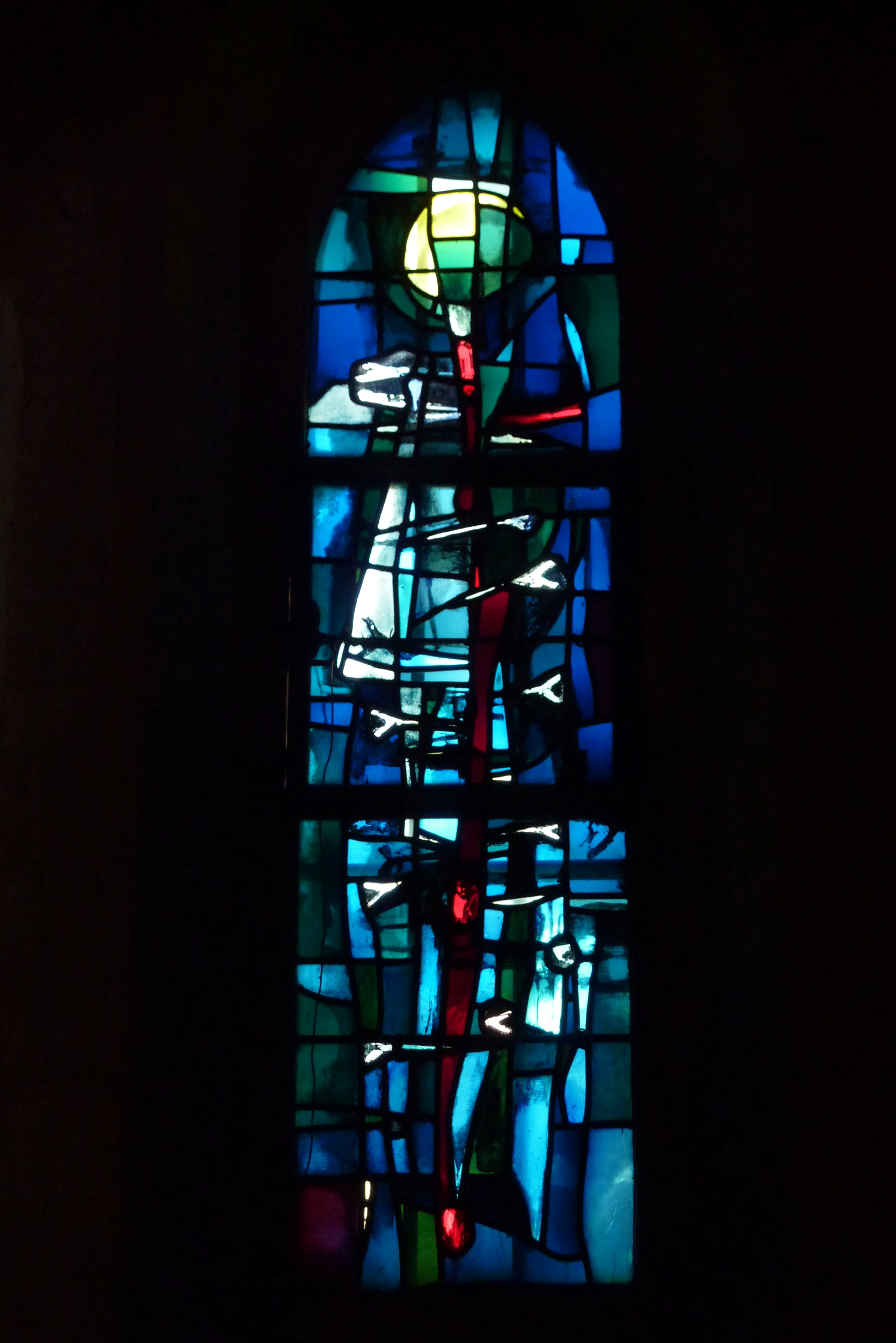
Saint Vincent小教堂花窗玻璃，1962年摩納哥親王蘭尼埃三世贈送。
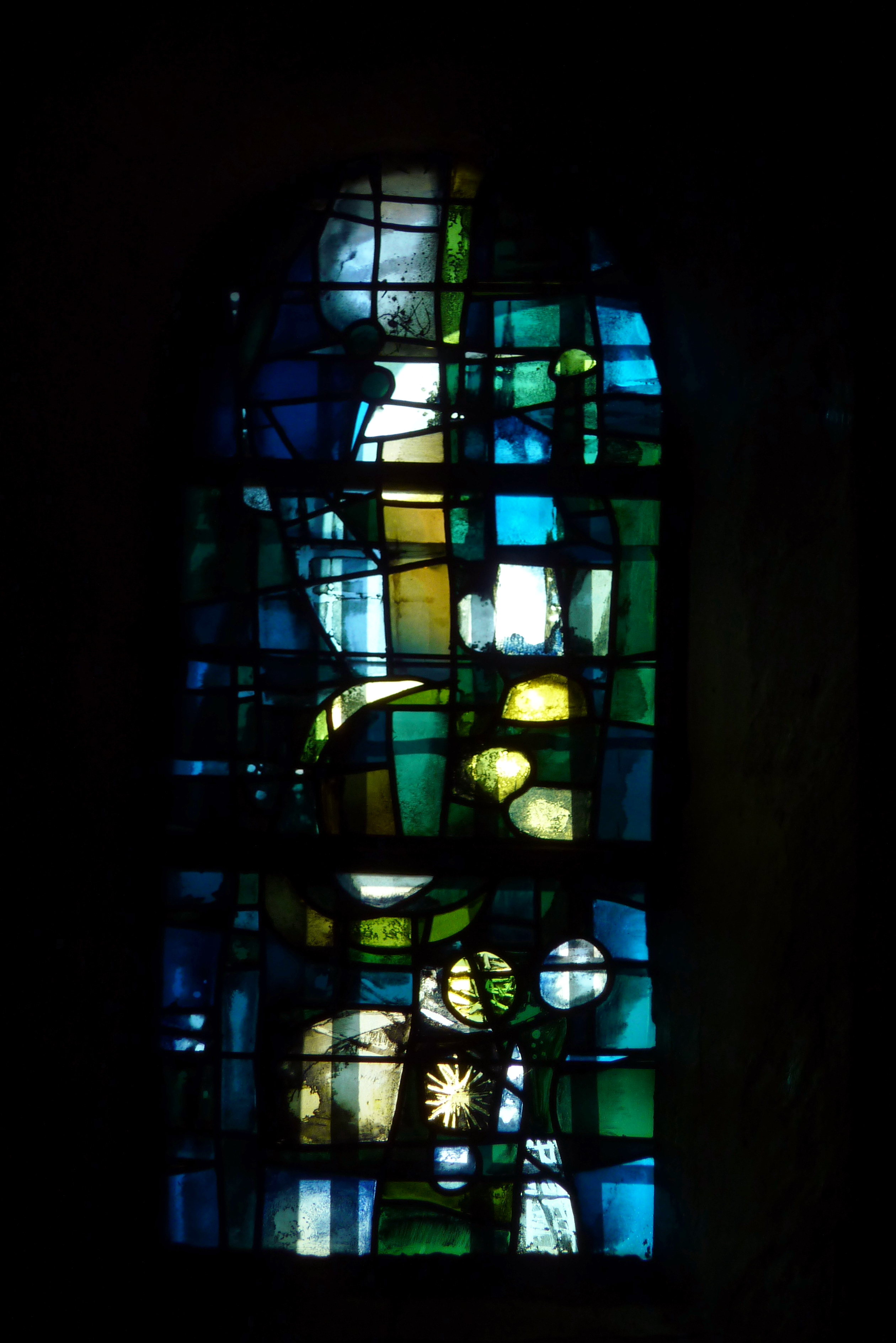
Saint Vincent小教堂花窗玻璃，1962年摩納哥親王蘭尼埃三世贈送。
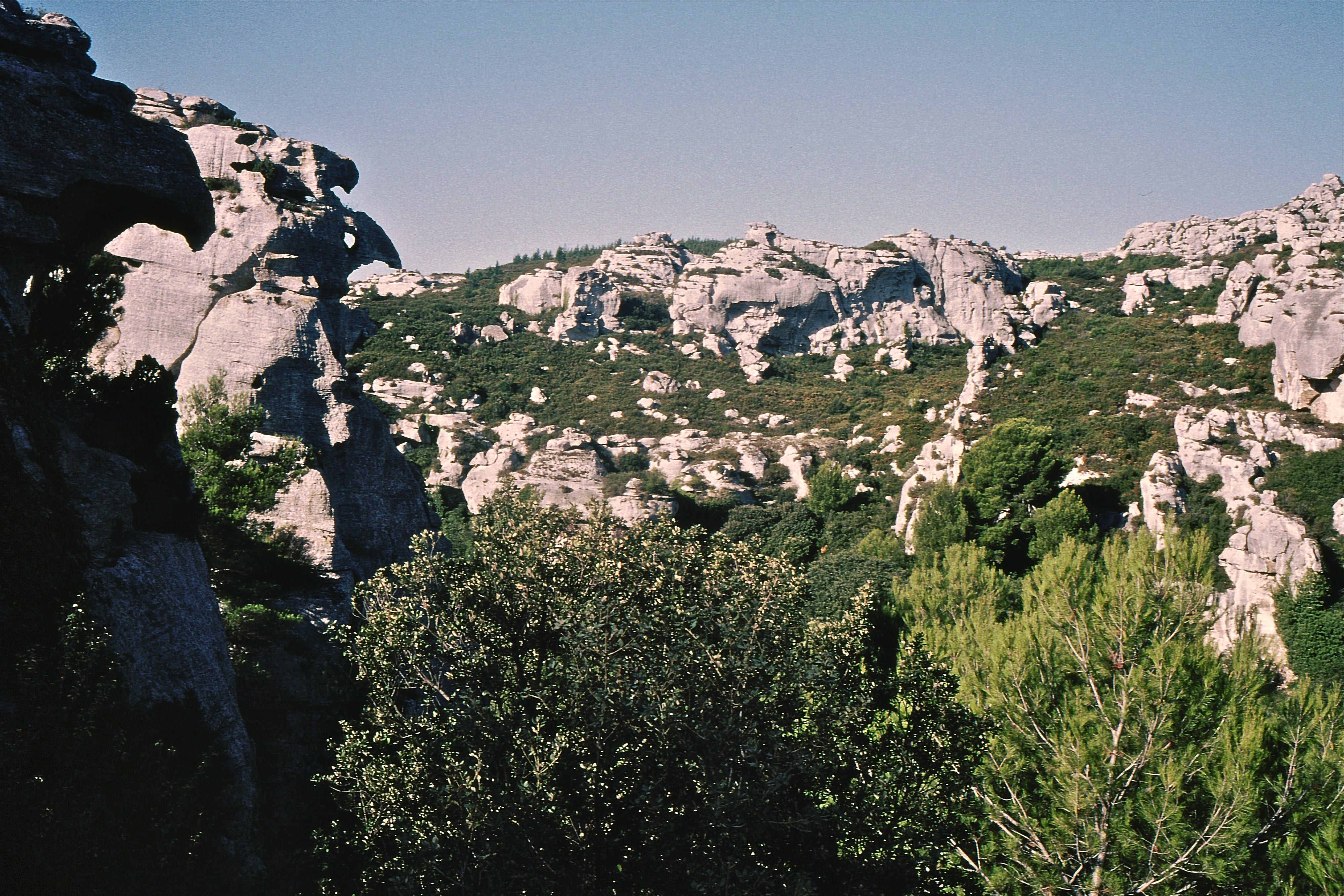
充滿傳奇的「地獄谷」（英语：Val d'Enfer）
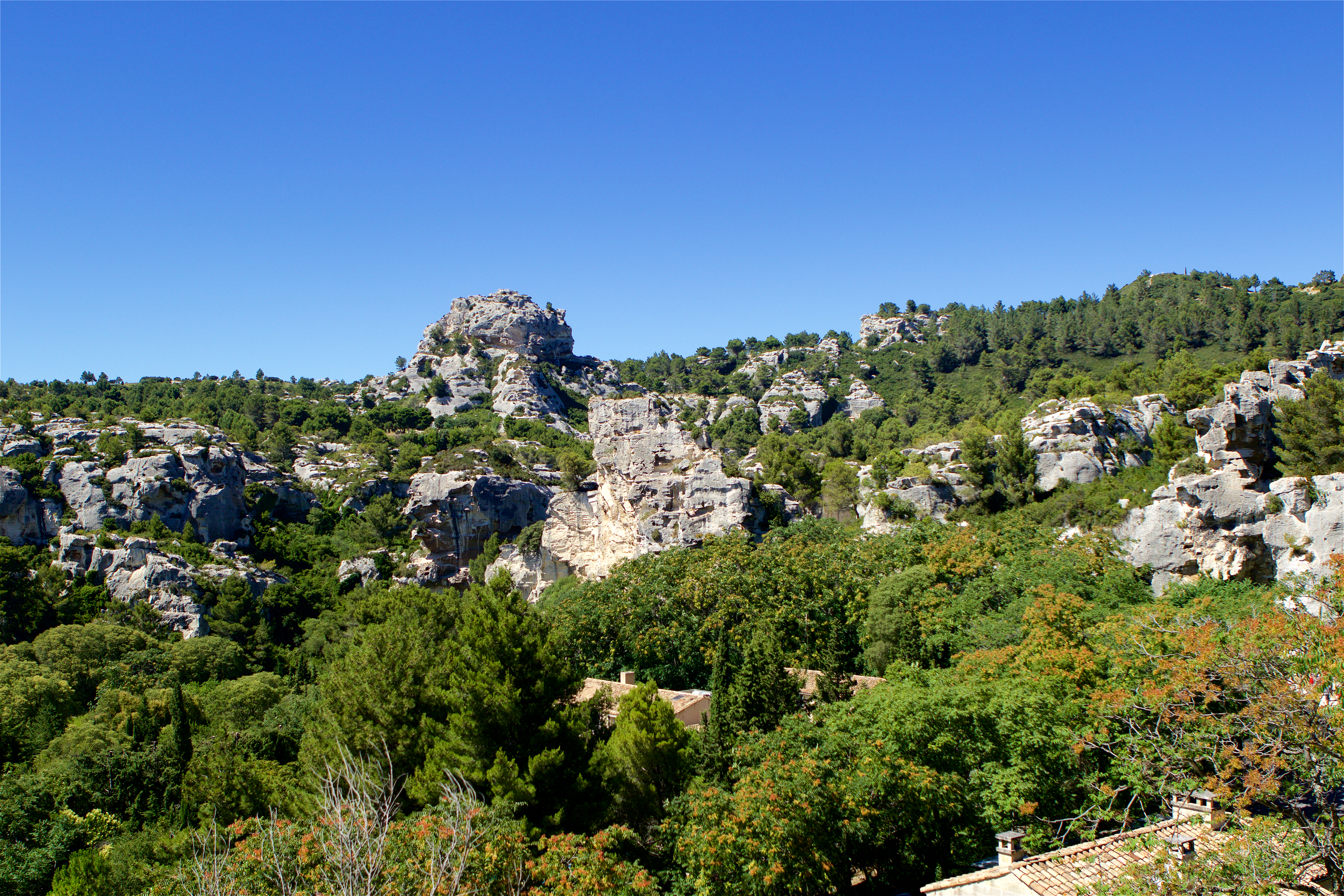
充滿傳奇的「地獄谷」
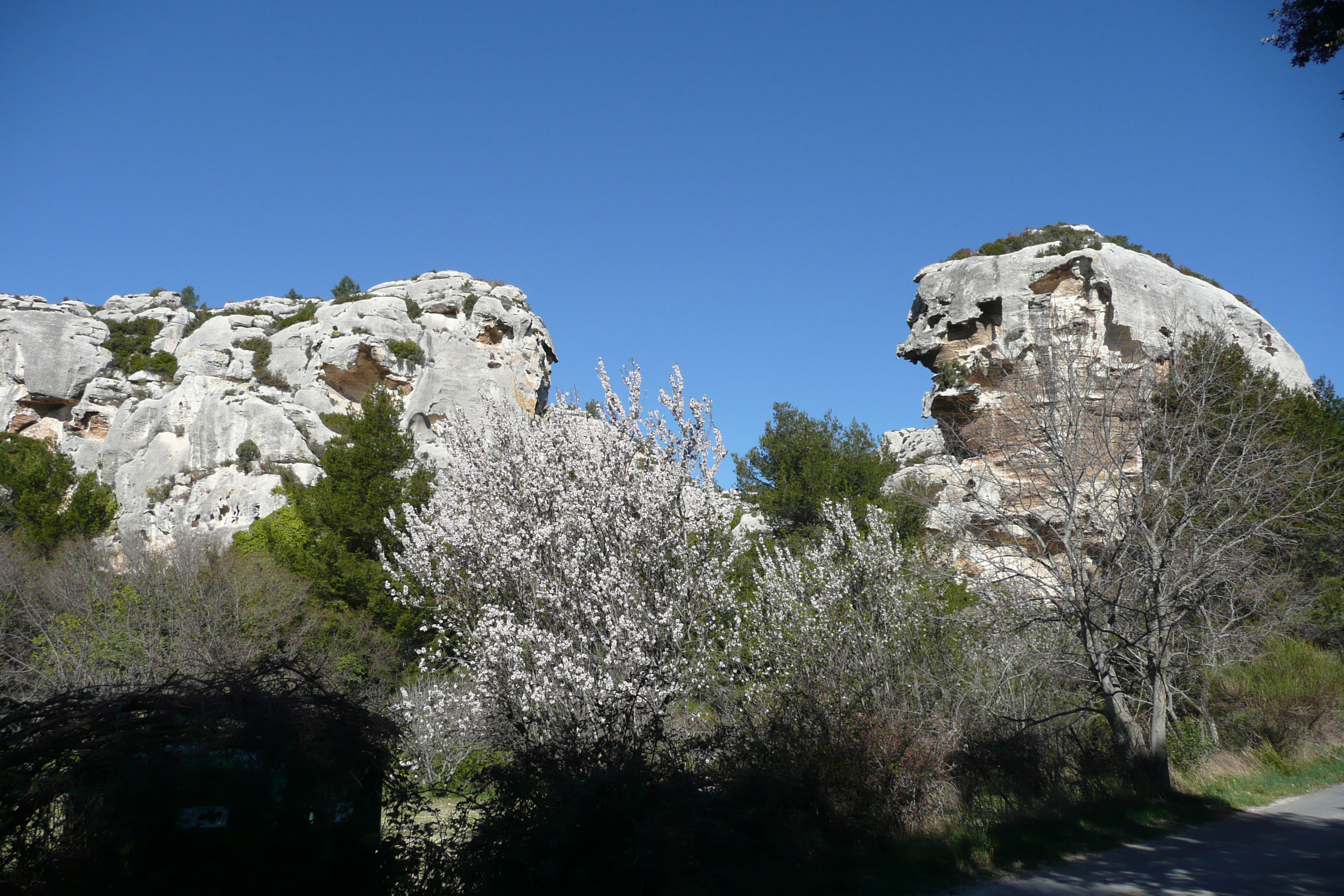
「地獄谷」裡的神怪
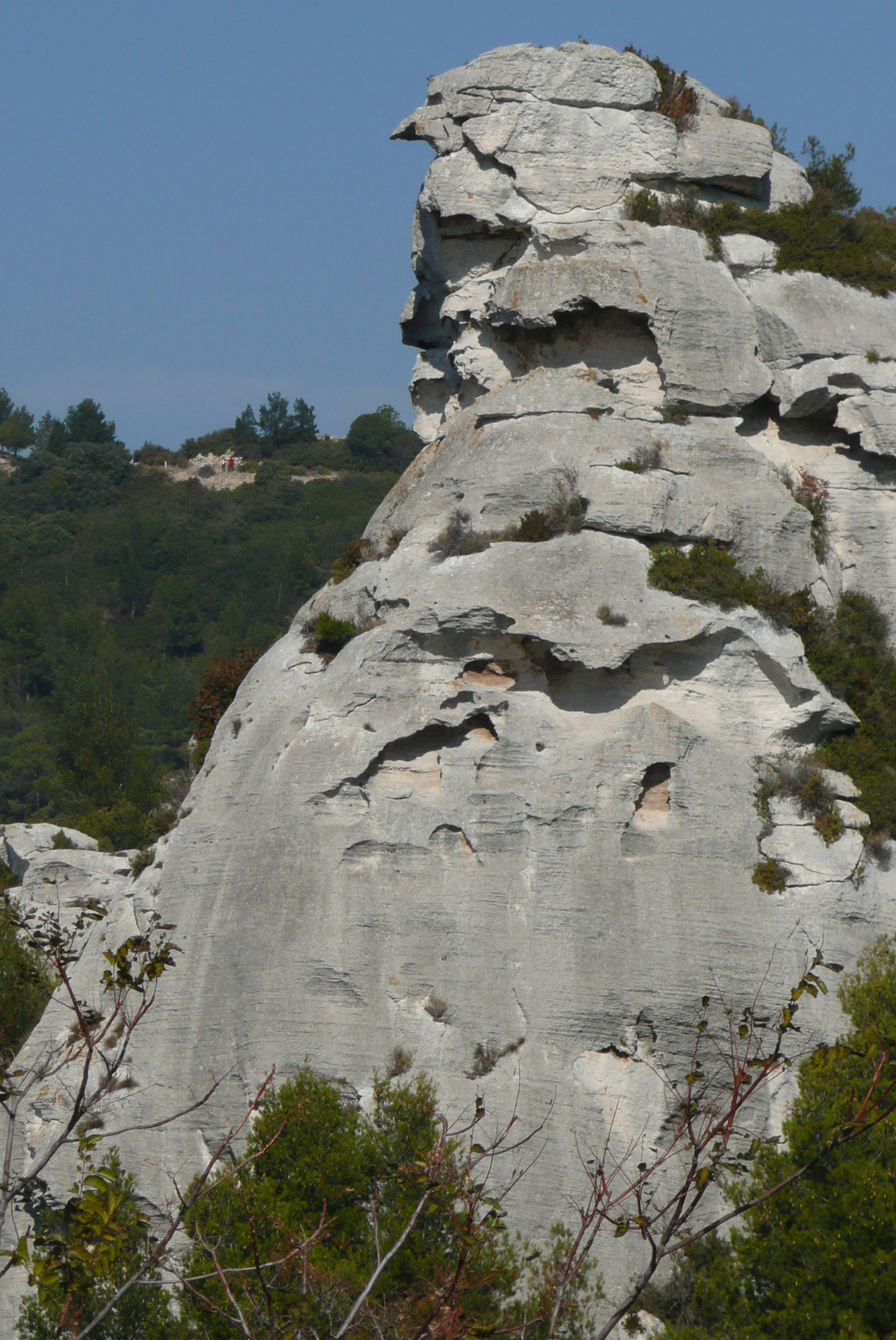
「地獄谷」裡的神怪
「地獄谷」裡的女巫石
傳說「地獄谷」是觸發但丁寫下神曲地獄篇的地方。

## 相關連結
- 罗讷河口省市镇列表
- 光之採石場